# Menaccarus
Menaccarus – rodzaj pluskwiaków z podrzędu różnoskrzydłych i rodziny tarczówkowatych.
Pluskwiaki o owalnym w zarysie ciele ubarwionym maskująco, żółtobrązowo. Głowa, przedplecze i półpokrywy mają spłaszczone i rozszerzone boki. Ponadto na brzegach bocznych głowy i cienkich, listewkowatych krawędziach bocznych przedplecza znajdują się liczne, krótkie kolce. Niemal dwukrotnie szersza niż dłuższa głowa cechuje się małymi, okrągłymi oczami i nakrytym policzkami przodem nadustka. Odnóża mają kanciaste golenie uzbrojone w liczne i ostre kolce. Stopy charakteryzują się pierwszym członem tak długim jak dwa następne razem wzięte.
Rodzaj palearktyczny, związany głównie z wydmami i obszarami pustynnymi. W Europie reprezentowany jest przez 4 gatunki, z których w Polsce stwierdzono tylko M. arenicola.
Takson ten wprowadzili w 1843 roku Charles Jean-Baptiste Amyot i Jean Guillaume Audinet-Serville. Obejmuje 13 opisanych gatunków:
- Menaccarus arenicola (Scholz, 1847)
- Menaccarus atratus Distant, 1910
- Menaccarus australis Hesse, 1935
- Menaccarus caii Luo & Vinokurov, 2014
- Menaccarus ciliosus Stål, 1865
- Menaccarus deserticola Jakovlev, 1900
- Menaccarus deserticus (Mancini, 1936)
- Menaccarus dissimilis Horvath, 1917
- Menaccarus divaricatus Jakovlev, 1877
- Menaccarus dohrnianus (Mulsant & Rey, 1866)
- Menaccarus piceus Amyot & Serville, 1843
- Menaccarus taitensis Jeannel, 1914
- Menaccarus turolensis Fuente, 1971